# Kukavice (kulturno-povijesna seoska cjelina)
Kulturno povijesna seoska cjelina Kukavice je kulturno-povijesna ruralna cjelina u zaselku Kukavicama, Glavina Donja.

## Opis
Nastala od 19. do 20. stoljeća. Zaseok Kukavice nalazi se na padinama južno od Crvenog jezera, te prema njemu vodi očuvani makadamski put. Kuće su prizemnice i katnice građene od priklesanog kamena ujednačene veličine i jednostavnih linija. Kod nekoliko katnica očuvan je ulaz s balature, a uz pojednine kuće nalaze se “čatrnje“. Postoji inicijativa stanovnika za bavljenjem izletničkim seoskim turizmom, te bi se na taj način bitno poboljšala turistička ponuda Imotske krajine.

## Zaštita
Pod oznakom Z-5596 zavedena je kao nepokretno kulturno dobro - kulturno-povijesna cjelina, pravna statusa zaštićena kulturnog dobra, klasificirano kao "kulturno-povijesna cjelina".